# Tumuli (Mkalama)
Tumuli ist ein ländlicher Verwaltungsbezirk (englisch Ward) des Distrikts Mkalama in der tansanischen Region Singida.

## Geografie
Tumuli ist ein Bezirk im nördlichen Zentralteil von Tansania etwa 35 Kilometer Luftlinie nordwestlich der Regionshauptstadt Singida. Bei der Volkszählung 2022 lebten 13.224 Menschen in 2365 Haushalten auf einer Fläche von 115 Quadratkilometern.
Der Bezirk grenzt im Südosten an den Distrikt Singida (DC), im Süden den Distrikt Ikungi, im Westen an den Distrikt Iramba und im Norden und Osten an zwei Bezirke des Distrikts Mkalama:
| Maluga    | Kinyangiri                                  |         |
| Mbelekese | Kompassrose, die auf Nachbargemeinden zeigt | Iguguno |
| Kaselya   | Irisya                                      | Msisi   |

## Gliederung
Der Bezirk besteht aus drei Gemeinden (swahili Mtaa) mit 14 Orten (Kitongoji):
| Kitumbili - Mbuyuni - Mlegea - Mpako - Nkumbo | Tumuli - Mjini - Maji Malulu - Makabi Ya Fisi - Mlegea - Ikungu | Milade - Mhuvi - Milade Kati - Inkumba - Mbuhga Ndogwe - Mdughuyu |

## Wirtschaft und Infrastruktur
- Bildung: Die Tumuli Secondary School ist eine staatliche weiterführende Schule, die Tagesschüler bis zur 4. Stufe ausbildet.[7]
- Gesundheit: In der Gemeinde Milade liegt eine öffentliche Apotheke.[8]
- Verkehr: Durch Tumuli verläuft die asphaltierte Nationalstraße T3, die Singida mit Tabora verbindet.[9]
- Bodenschätze: In Tumuli wird Gold gefunden.[10] Der Abbau wurde 2019 eingestellt.[11]